# Клебанов, Денис Вадимович
Денис Вадимович Клебанов (25 июня 1978) — российский футболист, нападающий, общественный деятель.

## Спортивная карьера
Окончил СДЮШОР «Спартак» Москва, но оказался в «Локомотиве», с 1995 года выступал за дубль. Весной 1998 года во время турнира в составе молодёжной сборной России в США получил травму паховых колец. Зимой 1998/1999 попытался перейти в «Торпедо-ЗИЛ», вышедшее в первую лигу, но из-за проблем с давлением остался в «Локомотиве». В апреле 1999 года в связи с большим количеством травмированных нападающих Клебанов должен был выйти на замену в матче с «Черноморцем», но в матче за дубль повредил боковую связку колена, а перед игрой основного состава усугубил травму. Летом 1999 перешёл в литовский «Жальгирис» Каунас, с которым стал чемпионом страны.
В 2000—2001 годах выступал во второй лиге в составе «Спартака» Щёлково. В 2002 перешёл в пермский «Амкар», но из-за череды травм отыграл 15 неполных матчей в первом дивизионе. Провёл два сезона в аренде в «Орле» и «Биохимике-Мордовии» Саранск и в 27 лет вследствие постоянных травм завершил карьеру.

## Дальнейшая деятельность
Работал в правительстве Москва. Вскоре Клебанову поставили диагноз «Гломерулонефрит», который приводит к отказу почек. В 2008 году в Институте имени Склифосовского перенёс операцию по пересадке почки.
Следующие места работы — Москомспорт, компания «Итера», Федерация велосипедного спорта России, Администрация президента России, советник заместителя председателя Правительства Московской области, координатор по проектной деятельности в Общероссийском народном фронте Московской области.
Февраль-июнь 2017 года — руководитель аппарата Общероссийской общественно-государственной детско-юношеской организации «Российское движение школьников». С 6 июня 2017 года — исполнительный директор Общероссийской общественно-государственной детско-юношеской организации «Российское движение школьников».
2018 год — доверенное лицо кандидата на должность Президента Российской Федерации Владимира Путина.

## Награды
- 2019 — медаль ордена «За заслуги перед Отечеством» II степени (Указ Президента Российской Федерации от 14.03.2019)[источник не указан 2063 дня].